# Чорноморська минувшина
«Чорноморська минувшина» — науковий часопис Відділу історії козацтва на Півдні України Науково-дослідного інституту козацтва Інституту історії України Національної академії наук України. Видається щорічно з 2006 року. Головний редактор — Валерій Смолій, відповідальний редактор — Олена Бачинська.

## Галузь і проблематика
Колектив Відділу розробляє тематику, пов'язану з історією козацтва на території Південної України в цілому й, зокрема, в чорноморському регіоні: створення козацьких формувань після зруйнування в 1775 р. Запорозької Січі — Усть-Дунайського Буджацького та Дунайського (Новоросійського) козацьких військ, організацію Задунайської Очі, появу некрасівських і донських козаків у Придунайських землях XVIII ст. та їхні взаємовідносини з запорозьким козацтвом, досліджує історію відродження козацтва в Одесі на початку XX ст.
На сторінках збірника публікуються різноманітні джерела і дослідження з історії краю, починаючи з заселення його людиною, що зумовлено тим геополітичним, комунікативним, економічним й військово-стратегічним значенням, яке мав чорноморський регіон в історії.

## Концепція і рубрики
«Чорноморська минувшина» є гідним продовженням наукових видань з історії України, що виходили та в Одесі протягом ХІХ-XX ст. («Записки Одесского общества истории и древностей», «Записки Одеського наукового при УАН товариства», «Вісник Одеської комісії краєзнавства при Укр. АН», «Історичне краєзнавство Одещини», «Старожитності Причорномор'я»).
З третього випуску запропоновано новий тематичний розділ «Козакознавчі студії» в Причорноморському регіоні, що присвячений історикам Причорноморського регіону та аналізу їхніх здобутків у досліджені історії козацтва з бібліографією за цією темою.
Більшість номерів журналу побачили світ за підтримки громадської організації «Чорноморське гайдамацьке з'єднання».

## Редколегія

### 2006-2011
Академік НАН України, д.і.н. Смолій В. А. (голова колегії), д.і.н. Бачинська О. А. (відповідальний редактор), д.і.н. Гончарук Г. І., к.і.н. Гончарук Т. Г. (відповідальний секретар), д.і.н. Гуржій О. І., д.і.н. Дзиговський О. М., д.і.н. Кульчицький С. В., д.і.н. Леп'явко С. А., к.і.н. Новікова Л. В., д.і.н. Станко В. Н., к.і.н. Чухліб Т. В.

### 2012—
В. А. Смолій — академік НАН України, д.і.н. (голова колегії), д.і.н. О. А. Бачинська (відповідальний редактор), д.і.н. Т. С. Вінцковський, д.і.н. Т. Г. Гончарук (відповідальний секретар), д.і.н. О. І. Гуржій, д.і.н. Н. М. Діанова, д.і.н. О. М. Дзиговський, д.і.н. С. В. Кульчицький, д.і.н. В. Г. Кушнір, д.і.н. С. А. Леп'явко, к.і.н. Л. В. Новікова (редактор англійського тексту), к.і.н. В. М. Полторак, к.і.н. О. Г. Середа, д.і.н. Т. В. Чухліб (заступник голови колегії), к.і.н. доктор А. Башер (Афьон Коджатепе університет, Туреччина), д.і.н. Т. Цисельський (Опольський університет, Польща).
Також у різні роки до редколегії входили: к.і.н. Мисечко А. І., к. філос.н. Мулява В. С., доктор з історії Шакул К. (Стамбульський муніципальний університет, Туреччина).